# Río Milagro (vattendrag i Spanien)
Río Milagro är ett vattendrag i Spanien.   Det ligger i provinsen Provincia de Ciudad Real och regionen Kastilien-La Mancha, i den centrala delen av landet, 120 km söder om huvudstaden Madrid.